# Andrei Nicolae
Andrei Nicolae (n. 2 noiembrie 1984, Valea Călugărească, România) este un deputat român, ales în 2016. 